# یو سون
وانگ یو-سون (کره‌ای: 왕유선; زادهٔ ۱۱ فوریه ۱۹۷۶) که به‌طور حرفه‌ای با نام یو سون (کره‌ای: 유선; انگلیسی: Yoo Sun) شناخته می‌شود، بازیگر اهل کره جنوبی است. او بیشتر به خاطر ایفای نقش در درام خانوادگی محبوب پسران عالی و همچنین فیلم‌های خانهٔ سیاه، خزه، دستکش و گریه نکن مامان شناخته می‌شود.

## فیلم‌شناسی
- منتخب فیلم‌شناسی

### مجموعه‌های تلویزیونی
| سال       | عنوان                | نقش                               | شبکه     |
| --------- | -------------------- | --------------------------------- | -------- |
| ۲۰۰۷      | لابیست               | ایوا                              | اس‌بی‌اس   |
| ۲۰۰۸      | بیمارستان عمومی ۲    | جانگ شیک-جین (مهمان، قسمت‌های ۳–۴) | اس‌بی‌اس   |
| ۲۰۰۸      | تریور                | آن جی-سون                         | اس‌بی‌اس   |
| ۲۰۱۲      | مراقب ما باش کاپیتان | چوی جی-وون                        | اس‌بی‌اس   |
| ۲۰۱۶–۲۰۱۷ | گپ‌سون ما             | شبن جه-سون                        | اس‌بی‌اس   |
| ۲۰۱۷      | ذهن‌های جنایتکار      | نا نا-هوانگ                       | تی‌وی‌ان   |
| ۲۰۲۱      | هیس                  | یانگ یون-کیونگ                    | جی‌تی‌بی‌سی |
| ۲۰۲۱      | نقل مکان به بهشت     | کانگ اون-جونگ                     | نتفلیکس  |
| ۲۰۲۲      | حوا                  | هان سو-را                         | تی‌وی‌ان   |